# Leia longiseta
Leia longiseta is een muggensoort uit de familie van de paddenstoelmuggen (Mycetophilidae). De wetenschappelijke naam van de soort is voor het eerst geldig gepubliceerd in 1938 door G. Barendrecht.
Het holotype was verzameld door Johannes Cornelis Hendrik de Meijere in 1920 in Ommen. Het bevond zich in diens collectie die hij aan het zoölogisch museum van Amsterdam had geschonken.